# ساستيناليتيكس
شركة «ساستيناليتيكس» هي شركة تقيّم استدامة الشركات المدرجة على أساس أدائها البيئي والاجتماعي وحوكمة الشركات. ولدت الشركة نتيجة اندماج بين شركة أبحاث جانتزي ومقرها تورونتو، والتي تأسست في عام 1992 على يد الرئيس التنفيذي الحالي لشركة ساستيناليتيكس، مايكل جانتزي، ونظيرتها الأوروبية. بعد استحواذها على جي إيه إس الدولية في 9 يناير 2019، كان لدى شركة ساستيناليتيكس أكثر من 600 موظف لديهم مكاتب في 17 مدينة حول العالم وأكثر من 700 عميل مستثمر مؤسسي. في 21 أبريل 2020، استحوذت شركة مورنينج ستار على 60% المتبقية من أسهم شركة ساستيناليتيكس لتصبح المالك الوحيد.

## تصنيفات المخاطر البيئية والاجتماعية وحوكمة الشركات
لأن المستثمرين أصبحوا أكثر اهتمامًا بالمواءمة مع الشركات التي تعمل بطرق أكثر وعيًا اجتماعيًا، أصبحت المقاييس البيئية والاجتماعية وحوكمة الشركات معيارًا مهمًا. تتباين مخاطر الحوكمة البيئية والاجتماعية والمؤسسية حسب مجال العمل والعوامل الجغرافية، تستخدم الشركات والبنوك والمستثمرين بيانات تصنيف المخاطر بطرق مختلفة- أ) تستخدم الشركات البيانات لتعزيز رسائل برامج التسويق و/أو في مبادرات الاستدامة، ب) تستخدم البنوك البيانات لتحديد المخاطر المالية لمنح القروض للشركات، ج) يستخدم المستثمرون البيانات لتحديد مخاطر أو فرص الاستثمار من حيث صلتها بملف المخاطر العام للشركة.
في 12 سبتمبر 2018، أعلنت شركة ساستيناليتيكس عن إطلاق تصنيفاتها للمخاطر البيئية والاجتماعية وحوكمة الشركات، وهي أحدث نسخة من أبحاثها وتقييماتها بشأن الممارسات البيئية والاجتماعية وحوكمة الشركات والتي تشكل أعمالها الأساسية منذ إنشائها. أصبحت التصنيفات والبيانات متاحة للجمهور (عبر موقع الشركة على الويب) في يوليو 2020 وتحتوي على معلومات عن أكثر من 4000 شركة. من خلال جعل القائمة عامة، تعتقد شركة ساستيناليتيكس أنه بالإضافة إلى استخدام المستثمرين للتقارير للحصول على أفكار، ستستخدم الشركات البيانات لتقييم تصنيفات الحوكمة البيئية والاجتماعية وحوكمة الشركات الخاصة بها، فضلاً عن فهم كيفية تقييمها بين نظيراتها ومنافسيها.
عند الوصول إلى تصنيف مخاطر الممارسات البيئية والاجتماعية وحوكمة الشركات، تقيّم «ستيناليتيكس» الشركات على أساس 1) التعرض-أو «مدى تعرض الشركة لقضايا البيئة والحوكمة البيئية والاجتماعية والمؤسسية» و2) الإدارة-إلى أي مدى يديرون المخاطر.

## اقتناء مورنينغ ستار
في عام 2016، أصدرت شركة مورنينج ستار أول تصنيف استدامة لصناديق الاستثمار المشتركة والصناديق المتداولة في البورصة بناءً على الأبحاث البيئية والاجتماعية وحوكمة الشركات الخاصة بشركة الاستدامة. في عام 2017، أصبحت مورنينج ستار مساهمًة بنسبة 40% في الشركة جنبًا إلى جنب مع الإدارة العليا ستيتشتينغ بينسيوينفوندز زورغ أون ويلزين ومجموعة أبن أمره وشركاء متجددون في 21 أبريل 2020، أكملت شركة مورنينج ستار عملية الاستحواذ وشراء 60% من الأسهم المتبقية.

## ياهو! فايننس
في عام 2018، بدأ موقع ياهو! فايننس بتضمين درجة الممارسات البيئية والاجتماعية وحوكمة الشركات الخاصة من ساستيناليتيكس لأكثر من 2000 شركة. سيتمكن مستثمرو التجزئة أيضًا من معرفة ما إذا كانت الشركات متورطة في الخلافات أو المنتجات أو الممارسات المثيرة للجدل، مثل الفحم الحراري والأسلحة المثيرة للجدل.

## الإقراض الأخضر والسندات الخضراء
في عام 2017، أصدرت مجموعة مجموعة إي إن جي أول قرض لتحسين الاستدامة حيث تم ربط سعر الفائدة للقرض بتصنيف الاستدامة الخاص بالمقرض، فيليبس، وفقًا لقياسات الاستدامة. كما تقدم شركة «سستيناليتيكس» «آراء ثانية» للمصدرين الحكوميين للشركات التي تقيم إطار عمل السندات الخضراء أو الاجتماعية أو سندات الاستدامة الخاصة بالمُصدر. في عامي 2017 و2018، صوَّت المستثمرون شركة «سوستيناليتكس» على أنها «أكثر موفر رأي ثانٍ مثيرًا للإعجاب» لهذه الخدمة ضمن جوائز أسواق رأس المال المستدامة والمسؤولة من جلوبال كابيتال لعام 2017.

## فضائح الانبعاثات
أبرزت بيانات الاستدامة مخاوف الحوكمة في فولكس فاجن قبل أشهر من فضيحة انبعاثات فولكس فاجن 2015. أشارت شركة ساستيناليتيكس أيضًا إلى مخاوف حوكمة الشركات في شركة فيات للسيارات قبل 18 شهرًا من اتهام الشركة بخرق قوانين الانبعاثات في 104000 سيارة تعمل بالديزل في يناير 2017.

## أفضل 100 مدير تنفيذي أداءً في هارفارد بزنس ريفيو
في عام 2015، بدأت هارفارد بزنس ريفيو في تضمين تصنيف «الممارسات البيئية والاجتماعية وحوكمة الشركاتالحوكمة البيئية والاجتماعية والمؤسسية» الخاص بشركة «ستايناليتيكس» كجزء من تقييمها لأفضل 100 مدير تنفيذي أداءً في العالم.

## المؤشرات
في عام 2000، أطلقت شركة ساستيناليتيكس مؤشر جانتزي الاجتماعي، وهو أول مؤشر للأسهم يتم فحصه اجتماعيًا ويتألف من شركات كندية، وفي عام 2013، عقدت شركة ساستيناليتيكس شراكة مع الميثاق العالمي للأمم المتحدة لإطلاق مؤشر الميثاق العالمي للأمم المتحدة 100، وهو مؤشر أسهم في الوقت الفعلي يتعقب الموقعون على الاتفاق العالمي حصلوا على تصنيف الممارسات البيئية والاجتماعية وحوكمة الشركات عالي من قبل ساستيناليتيكس. في 10 سبتمبر 2018، أصدر البنك الدولي مذكرة تنمية مستدامة مرتبطة بمؤشر الاستدامة العالمية التابع لشركة ساستيناليتيكس، وهو مؤشر آخر يتتبع الموقعين على الاتفاق العالمي للأمم المتحدة مع درجات عالية من الاستدامة. المذكرة لن تدفع قسيمة بل ترجع المبدأ بالإضافة إلى العائد الإيجابي للمؤشر.